# 卡塔尔LGBT权益
卡塔尔的LGBT人士由于伊斯兰教法的影响，同性性行为在卡塔尔被视为非法，最高可能被判5年监禁。卡塔尔也没有任何法律认可同性之间的婚姻及民事结合关系。外国人在卡塔尔违反相关法律亦有可能遭到拘捕。

## 事件
2016年，一名化名Majed AlQatari的卡塔尔同性恋男子在《多哈新闻》上发表评论文章，称作为同性恋在卡塔尔生活很困难，并谈到对他的心理健康造成不可挽回的伤害，得到了非常强烈的回应。
2018年4月至7月期间，9篇涉及LGBT权利的完整文章被审查和删除，包括对非洲同性恋权利的讨论和对美军跨性别禁令的评论，以及造成32人死亡的新奥尔良酒吧火灾等等。卡塔尔政府通讯办公室发表声明，承诺调查此事。
2022年11月22日，2022年国际足联世界杯期間，两名巴西伯南布哥记者在卡塔尔报道世界杯新闻时被安保人员带走，原因是他们“携带了带有‘彩虹’图案的旗帜，是支持LGBT的行为”，违反了卡塔尔对于LGBT的打压。根据证实，他们携带的是他们所属伯南布哥的州旗。在卡塔尔2022年世界杯主办国之前，卡塔尔在对待移民工人、女性和性少数群体的态度方面一直受到国际批评。随后，在巴西大使馆的严正抗议下，卡塔尔当局释放了两名被非法羁押的记者并归还了州旗。
1. ↑  . www.br-cn.com.   [2022-12-17]. （原始内容存档于2022-12-17）.